# Rhyphodesmus terminalis
Rhyphodesmus terminalis är en mångfotingart som beskrevs av Cook 1896. Rhyphodesmus terminalis ingår i släktet Rhyphodesmus och familjen Platyrhacidae. Inga underarter finns listade i Catalogue of Life.